# EuroVelo
Eurovelo (European Cycle Route Network) és una xarxa de rutes trans-europees de llarga distància per realitzar en bicicleta. La xarxa s'està desenvolupant de forma local des de diversos països i entitats i fou coordinada inicialment per la European Cyclist Federation (ECF, Federació Europea de Ciclistes), per Sustrans del Regne Unit i per De Frei Fugle de Dinamarca. Des del 2007, la coordinació la fa la ECF junt a socis nacionals i regionals.
Tot i que la xarxa està dissenyada per un ús essencialment cicloturista, les rutes EuroVelo també donen suport als desplaçaments locals diaris (per anar a la feina, a l'escola, per oci, etc). De fet, l'objectiu d'EuroVelo és encoratjar a utilitzar la bicicleta en la major part dels desplaçaments possibles.
La distància total de les rutes planificades és d'uns 70.000 km, dels quals 45.000 ja estan construïts.

## Les rutes d'Eurovelo
Les rutes estan identificades per nombres enters.

### Rutes nord-sud
EV 1 - Ruta de la costa atlàntica: Cap Nord - Sagres 8.186 km
EV 3 - Ruta dels Pelegrins: Trondheim - Santiago de Compostel·la 5.122 km
EV 5 - Via Romea Francigena: Londres - Roma i Bríndisi 3.900 km
EV 7 - Ruta de l'Europa Central: Cap Nord - Malta 7.305 km
EV 9 - Ruta del mar Bàltic a l'Adriàtic (Ruta d'Amber): Gdańsk - Pula 1.930 km
EV 11 - Ruta de l'Europa de l'Est: Cap Nord - Atenes 5.984 km
EV 13 - Ruta del Teló d'Acer: Del Mar de Barens fins al Mar Negre 7.650 km
EV 15 - Ruta del Rin: entre Suïssa i els Països Baixos 1.320 km

### Rutes est-oest
EV 2 - Ruta de les capitals: Galway - Moscou 5.500 km
EV 4 - Ruta de Roscoff a Kíev 4.000 km
EV 6 - De l'Atlàntic al mar Negre (Ruta dels Rius): Nantes - Constança 4.448 km
EV 8 - Ruta mediterrània: Cadis - Atenes i Xipre 5.888 km

### Circuits
EV 10 - Ruta del mar Bàltic (Circuit de Hansa) 7.980 km
EV 12 - Ruta del mar del Nord 5.932 km
Distància total: 63.505 km